# جون ليندسي
جون ليندسي ل (بالإنجليزية: John Lindsay) (و. 1921 – 2000 م) هو سياسي، وضابط، ومحام من الولايات المتحدة الأمريكية ولد في مدينة نيويورك.
وهو عضو في الحزب الجمهوري، والحزب الديمقراطي الأمريكي .

## التعليم
تعلم في جامعة ييل، وكلية ييل للحقوق.

## روابط خارجية
- جون ليندسي على موقع IMDb (الإنجليزية)
- جون ليندسي على موقع مونزينجر (الألمانية)
- جون ليندسي على موقع قاعدة بيانات برودواي على الإنترنت (الإنجليزية)
- جون ليندسي على موقع إن إن دي بي (الإنجليزية)
- جون ليندسي على موقع قاعدة بيانات الفيلم (الإنجليزية)